# بخش پلیزنت (شهرستان هنکوک، اوهایو)
بخش پلیزنت (به انگلیسی: Pleasant Township) یک منطقهٔ مسکونی در ایالات متحده آمریکا است که در شهرستان هنکاک، اوهایو واقع شده‌است.
 بخش پلیزنت ۹۴٫۶ کیلومتر مربع مساحت و ۲٬۴۷۱ نفر جمعیت دارد و ۲۲۹ متر بالاتر از سطح دریا واقع شده‌است.